# Sottopentola

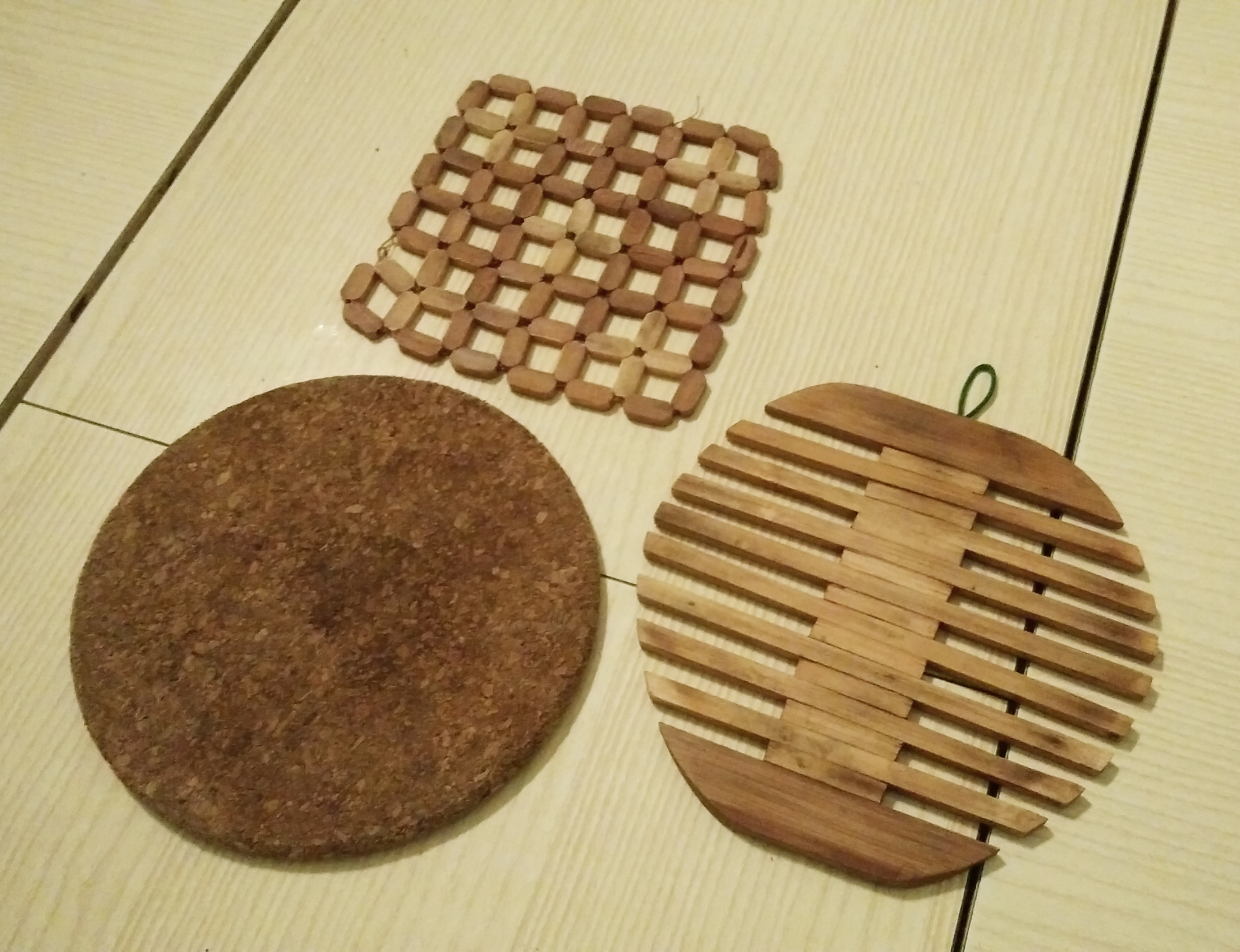
Tre sottopentole a Bologna, Italia.

Il sottopentola è un attrezzo da cucina che ha per scopo di proteggere una superficie delicata, quali quelle di tavoli e tovaglie, dalle alte temperature di pentole e tegami caldi. Il suo uso offre incidentalmente anche protezione da eventuali residui presenti sul fondo delle pentole, che potrebbero macchiare le superfici sulle quali esse poggiano.
Si trovano sottopentola di svariate forme e dimensioni. Anche i materiali sono i più disparati, da quelli di fibre naturali, come paglia, sughero, vimini o asfodelo, fino a quelli di fattura più moderna in alluminio o silicone.